# Howard Hamlin (Better Call Saul)
Howard Hamlin es un personaje ficticio que aparece en la serie de televisión de drama criminal Better Call Saul, precuela derivada de Breaking Bad. Es interpretado por Patrick Fabian y fue creado por Vince Gilligan y Peter Gould. Hamlin es presentado como un contraste y antagonista desde hace mucho tiempo de Jimmy McGill, el personaje principal y titular de la serie.
Fabian recibió elogios de la crítica por su interpretación de Howard, particularmente en la temporada final, y muchos críticos lo consideran el personaje más trágico de la serie.

## Desarrollo
En mayo de 2014, Nobody fue elegido para Better Call Saul, con su personaje descrito como un "abogado al estilo de Kennedy que está ganando en la vida". Aunque inicialmente se informó como Burt, el nombre del personaje se reveló más tarde como Howard Hamlin. En la serie, Howard es retratado como engreído, arrogante y egocéntrico. Sin embargo, muchos fanáticos del programa creen que Howard es en realidad una buena persona. Fabian comentó diciendo: "Sabes, Jimmy [McGill] llamó a Howard 'Lord Vader' en el primer episodio de Better Call Saul. Y cuando el personaje principal llama a tu personaje Lord Vader, la audiencia dice: 'Vaya, qué idiota será ese tipo'. Entonces todo el mundo empieza a ver todo lo que sale de mi boca como evidencia que respalda esa afirmación. E incluso cuando va en la dirección opuesta, como al final de la temporada 1, donde resulta que estaba protegiendo a Jimmy de Chuck [McGill], hay un pequeño problema de 'Oh, tal vez Howard no es tan malo', pero tan pronto como comencé a ser un idiota para Kim [Wexler] en la temporada 2, todos volvieron a bordo y dijeron: 'Sí, él es Lord Vader'. No me quejo en absoluto. De alguna manera es paralelo al personaje de Howard en el programa. ¿Quién apoya realmente su punto de vista? Nadie. Está como en una isla para él solo, diciendo 'Esto no es justo. Esto no está bien. Y tampoco es mi culpa. Veremos adónde vuelven a dormir esas gallinas, como dicen". Fabian ha comparado a Howard con Peter Pan, diciendo: "Pienso en él como una especie de Peter Pan, que vive una gran existencia y luego estos hermanos McGill [...] lo están arruinando todo". Vince Gilligan dijo que inicialmente se suponía que Howard sería el antagonista de la serie y que Chuck apoyaría los esfuerzos de Jimmy, pero mientras filmaban los episodios iniciales y veían las interacciones, al equipo de redacción se le ocurrió la idea de convertir a Chuck en el antagonista, mientras que Howard apoyaría más a Jimmy, desmintiendo su rigor exterior. En una entrevista posterior, Fabian también dio a entender que no ve a Howard como un antagonista.
El episodio de la sexta temporada "Plan and Execution" presenta el asesinato de Howard por Lalo Salamanca. Fabian sabía antes de la filmación de la temporada que su personaje tendría una salida anticipada, pero solo recibió la noticia de la muerte de su personaje unas dos semanas antes de filmar el episodio, y señaló que los escritores caracterizaron el momento como "una bisagra que balancea el resto de temporada abierta". El director y escritor Thomas Schnauz dijo que, mientras se escribía la sexta temporada, la muerte de Howard era "casi inevitable" porque "sentí que algo horrible tenía que suceder como resultado de la estafa". Rhea Seehorn, quien interpreta a Kim, dijo que la muerte de Howard fue "la encarnación de lo que Kim y Jimmy han estado fingiendo que no es cierto durante toda la temporada: que sus acciones no tienen consecuencias". Los escritores exploraron docenas de formas posibles de terminar la historia de Howard. Una idea que consideraron involucraba el regreso de los gemelos patinadores del primer y segundo episodio de la serie. En él, Howard habría sido engañado para que pensara que había atropellado y matado a uno de ellos. Schnauz dijo que era una de muchas "parcelas diferentes y locas". Trabajamos en estas historias durante tanto tiempo y tantos días y recorremos tantos caminos diferentes que es difícil decir cuándo sentimos que estábamos en el camino correcto. Simplemente vamos pieza por pieza". Otra idea habría visto a Lalo tomando a Howard, Jimmy y Kim como rehenes, pero pensaron que Lalo matando a Howard era "una manera perfecta de asustar a Jimmy y Kim, para poner una bala en la cabeza de este extraño y pasar a la segunda parte de su plan".

## Biografía del personaje
Hamlin es un abogado hábil y próspero y uno de los socios gerentes del bufete de abogados Hamlin Hamlin & McGill (HHM) de Albuquerque. La firma fue establecida originalmente por su padre, George, y Chuck McGill, quienes luego agregaron a Howard como socio. Cuando George murió y Chuck quedó confinado en su casa como resultado de su supuesta hipersensibilidad electromagnética, Howard se convirtió en el socio gerente de la empresa.
Cuando Chuck trae a su hermano menor Jimmy desde Chicago para alejarlo de su pasado de estafador, Howard acepta emplearlo en la sala de correo de HHM. Jimmy queda impresionado con el trabajo legal de Chuck, así como con el de Kim Wexler, una estudiante de derecho que también trabaja en la sala de correo, lo que lleva a Jimmy a obtener su propio título en derecho a través de una escuela por correspondencia. Después de que Jimmy aprueba el examen de barra, Chuck le indica en secreto a Howard que le niegue el avance en HHM. Sin darse cuenta de las maquinaciones de Chuck, Jimmy queda resentido con Howard y comienza su propia práctica moderadamente exitosa desde una oficina en la parte trasera de un salón de belleza.
Como Chuck no puede salir de su casa, Howard intenta comprar su parte de la sociedad con un pago simbólico. Como cuidador de Chuck y tutor de facto, Jimmy se niega y le exige que si quiere compra la parte de Chuck, pague el valor total.
Howard conduce un Jaguar XJ8 de 1998, con matrícula "NAMAST3" (namaste).

### Temporada 1
Jimmy acepta un soborno de los Kettleman, un matrimonio acusado de malversación de fondos. Gasta el dinero en un cambio de imagen personal y de vestuario y en un anuncio publicitario, los cuales copian el aspecto característico de Howard y HHM. Howard convence a Kim de confrontar a Jimmy por la imitación, pero Jimmy se niega a detenerse. Howard demanda a Jimmy por infracción de marca registrada, y se le ordena a Jimmy que elimine el anuncio dentro de las 48 horas, pero aprovecha la oportunidad para organizar un rescate falso del trabajador de la valla publicitaria, lo que genera publicidad favorable para su práctica legal.
Al día siguiente, cuando Jimmy entrega los periódicos de Chuck, quita el local para que Chuck no vea la historia sobre el rescate de la valla publicitaria. Chuck desafía al aire libre para tomar el periódico de su vecino y ve la historia sobre el truco de Jimmy. El vecino llama a la policía, que irrumpe en la casa de Chuck y usa una pistola Taser para someterlo. Chuck es llevado de urgencia al hospital, donde el médico le dice a Jimmy que la enfermedad de Chuck es psicosomática y recomienda que sea internado en una institución mental. Howard llega y le dice a Jimmy que el fiscal de distrito acordó retirar los cargos y permitir que Chuck regrese a casa. Jimmy cree que Howard no quiere que Chuck sea hospitalizado para que Howard pueda seguir intentando comprar su parte en la sociedad. Jimmy le dice enojado a Howard que tiene la intención de comprometer a Chuck, pero le dice a Kim que lo dijo solo para irritar a Howard.
La atención de los medios por el rescate simulado de Jimmy lo lleva a comenzar una práctica de derecho de ancianos. Cuando descubre un posible fraude en la casa de retiro de Sandpiper Crossing, Chuck lo ayuda a confirmar los detalles. Jimmy y Chuck inician una demanda colectiva, que se vuelve demasiado grande para que puedan manejarla solos, por lo que Chuck sugiere llevar el caso a HHM. Howard organiza una reunión con Jimmy y Chuck en HHM y toma medidas para acomodar el EHS de Chuck. HHM accede a tomar el caso y Howard le ofrece a Jimmy el veinte por ciento del fallo o acuerdo final y una tarifa de abogado de $20,000 dólares, pero deja en claro que Jimmy no seguirá participando en el caso. Jimmy exige saber por qué Howard siempre lo ha excluido. Howard no proporciona respuestas satisfactorias, por lo que Jimmy se niega enojado a entregar el caso.
Kim confronta a Howard sobre el trato que le da a Jimmy. Howard inicialmente se resiste, pero luego le dice a Kim la verdad: que Chuck le pidió en secreto que bloqueara a Jimmy. Jimmy se da cuenta por su cuenta que Chuck fue el responsable. Le da a HHM el caso Sandpiper, se desconecta de la interacción diaria con Chuck y obtiene el consentimiento de Howard para continuar con el cuidado de Chuck. Después de ver la rutina de Jimmy por sí mismo, Howard queda impresionado con el tiempo y el esfuerzo que Jimmy ha puesto y asigna a Ernesto, un empleado de HHM, para que siga cuidando a Chuck.

### Temporada 2
HHM considera que la evaluación de Jimmy y Chuck de que Sandpiper ha cometido fraude en varios estados es correcta. Dado que el caso se vuelve demasiado grande para HHM, Howard trae otra firma, Davis & Main (D&M). Kim responde por Jimmy ante el socio gerente Cliff Main, y los socios de D&M están impresionados con el conocimiento de Jimmy del caso y la relación con los clientes, por lo que lo contratan como asociado. Con la responsabilidad de llegar a los clientes, Jimmy pasa por alto la supervisión de Howard y Cliff para atraer a más demandantes, incluido un comercial de televisión melodramático que él mismo produce y transmite sin aprobación. Howard, Cliff y Chuck reprenden a Jimmy, y Howard relega a Kim al trabajo de revisión de documentos de nivel de entrada por no advertirles. Jimmy deja D&M, mientras que Kim intenta recuperar su estatus trabajando con sus contactos para obtener un nuevo cliente para HHM. Ella tiene éxito con Mesa Verde, un banco local que está planeando una expansión en varios estados. Howard está feliz de tener el negocio, pero le niega el crédito a Kim y la mantiene trabajando en la revisión de documentos. Cuando Jimmy propone que comiencen una sociedad, Kim responde con una oferta para establecer prácticas separadas en una oficina compartida. Jimmy acepta, por lo que Kim deja HHM.
Howard y Kim trabajan cada uno para obtener a Mesa Verde como cliente. El presidente y el asesor legal del banco, Kevin y Paige, aceptan inicialmente contratar a Kim. Howard y Chuck se reúnen con Kevin y Paige, y la condenación de Kim por parte de Chuck con un leve elogio hace que cambien de opinión y retengan HHM. Cuando Chuck se derrumba por el estrés de parecer "normal" mientras se encuentra con Kevin y Paige, Jimmy le dice a Ernesto que pasará la noche con Chuck. Jimmy aprovecha la oportunidad para alterar varios documentos en una solicitud para una nueva sucursal de Mesa Verde. En la próxima reunión de la junta bancaria, se descubren los errores. Con Mesa Verde enfrentando una pérdida de tiempo y dinero debido a los documentos incorrectos, Kevin y Paige dejan HHM y retienen a Kim. Chuck inmediatamente sospecha que Jimmy lo saboteó y trabaja para demostrarlo. Finge un colapso severo, lo que hace que Jimmy confiese su engaño. Sin que su hermano lo sepa, Chuck graba su confesión.

### Temporada 3
Chuck le revela la confesión de Jimmy a Howard, quien se pregunta qué puede hacer Chuck con ella ya que no se puede usar en la corte, pero Chuck le dice a Howard que la grabación tiene un uso. Primero hace arreglos para que Ernesto escuche una parte, luego le jura silencio. Como pretendía Chuck, Ernesto le informa a Kim sobre la grabación y Kim le cuenta a Jimmy. Jimmy irrumpe en la casa de Chuck y destruye la cinta. Howard y un investigador privado contratado por Chuck se revelan y le dicen a Jimmy que son testigos de sus crímenes, lo que le permite a Chuck denunciar a Jimmy a la policía. El fiscal asignado al caso le asegura a Chuck que se toma los cargos en serio y presionará para que le den tiempo en la cárcel, pero Chuck se ofrece a retirar los cargos si Jimmy se enfrenta a una audiencia disciplinaria del colegio de abogados, lo que probablemente resulte en la inhabilitación. Jimmy está de acuerdo, pero Kim y él planean una defensa. En la audiencia, el contrainterrogatorio de Jimmy y la revelación de los síntomas de Chuck como psicosomáticos hacen que Chuck se derrumbe nuevamente. La licencia de abogado de Jimmy está suspendida por un año, pero no está inhabilitado; Howard intenta animar a Chuck y le dice que deberían considerar la suspensión de Jimmy como una victoria, pero Chuck se vuelve aún más retraído.
Como un movimiento de reducción de costos, Jimmy intenta obtener un reembolso de su prima de seguro por mala praxis. Informado de que la política debe permanecer vigente en caso de que lo demanden durante su suspensión, Jimmy finge estar preocupado por la condición de Chuck, pero su sonrisa de complicidad cuando se va indica que sabe que le ha causado un problema a Chuck. Los representantes de la compañía de seguros informan a Howard y Chuck que debido a la condición de Chuck, tendrá que ser supervisado constantemente por otro abogado o HHM enfrentará un fuerte aumento en su prima. Chuck quiere pelear, pero Howard lo insta a retirarse. Chuck demanda a HHM a pesar de todo. Indignado porque Chuck preferiría llevar la empresa a la bancarrota antes que retirarse, Howard usa fondos personales y préstamos para sacar a Chuck comprando la primera parte de sus acciones en la sociedad, reprendiéndolo por su narcisismo. Chuck se ve obligado a retirarse y se vuelve aún más solitario y mentalmente inestable, y finalmente prende fuego a su casa mientras aún está adentro.

### Temporada 4
Chuck muere en el fuego. Howard es su contacto de emergencia y, después de que la policía se lo notifica, Howard se lo comunica a Jimmy y Kim. Durante la semana siguiente, Howard elabora un obituario e invita a los amigos y colegas de Chuck a un servicio conmemorativo. Luego, les confiesa a Jimmy y Kim que puede ser responsable de la muerte de Chuck porque obligó a Chuck a retirarse después del aumento en la prima del seguro por negligencia médica de HHM. Aliviado de que alguien más esté asumiendo la responsabilidad, Jimmy continúa ocultando su papel en el aumento de la prima del seguro y recupera su actitud optimista habitual. Howard está abrumado por la culpa y comienza a sufrir depresión e insomnio, mientras que HHM sufre por su falta de atención, la tensión financiera de pagar el patrimonio de Chuck y la pérdida de clientes como resultado de la reputación dañada de la empresa. Cuando queda claro que Howard está tambaleándose, Jimmy intenta una charla de ánimo de "amor duro" para despertarlo a la acción. Un año después de la muerte de Chuck, Howard da un discurso en la dedicación de una nueva sala de lectura de la biblioteca de derecho en honor de Chuck, en el que indica que HHM ha recuperado su base financiera y su posición en la comunidad legal de Albuquerque.

### Temporada 5
Howard, una vez más optimista, se encuentra con Jimmy en el juzgado, que ahora ejerce bajo el nombre de Saul Goodman. Howard le informa a Jimmy que la recuperación de HHM aún es sólida y que la empresa ha vuelto a ser rentable. Invita a Jimmy a almorzar, donde se disculpa por el trato anterior de la empresa a Jimmy y le ofrece un puesto en HHM. Jimmy está visiblemente perturbado por el recuerdo de su pasado.  Comienza a acosar a Howard, incluyendo el uso de bolas de boliche para destrozar el costoso auto de Howard y prostitutas para interrumpir el almuerzo de negocios de Howard con Cliff. Howard luego se da cuenta de que Jimmy está detrás del acoso y rescinde la oferta de trabajo. En un estallido público, Jimmy arremete contra Howard, culpándolo por la muerte de Chuck y afirmando que, como Saul Goodman, se ha vuelto demasiado grande para las limitaciones de un trabajo en HHM.
Cuando Howard ve a Kim en el juzgado, ella le dice que dejó Schweikart y Cokely y su trabajo en Mesa Verde para poder concentrarse en casos de defensa criminal pro bono. Howard le cuenta a Kim sobre la reciente campaña de acoso de Jimmy contra él y culpa a Jimmy por la decisión de Kim. Kim se ríe de Howard, dice que la insulta la idea de que no puede decidir por sí misma y le dice a Howard que conoce a Jimmy mejor que él. Howard responde enojado que Chuck conocía a Jimmy mejor que nadie. Esa noche, Kim le cuenta a Jimmy sobre su reunión con Howard e inicialmente sugiere continuar acosándolo. Su idea se convierte en un plan serio para sabotear a Howard y forzar una resolución del caso Sandpiper, lo que le permitirá a Jimmy obtener antes su parte de siete cifras del acuerdo esperado. Jimmy desaconseja, pero Kim demuestra que se toma en serio socavar a Howard.

### Temporada 6
Jimmy y Kim comienzan a conspirar contra Howard para forzar un acuerdo en el caso Sandpiper. Usan varios trucos para hacerle creer a Cliff que Howard está usando prostitutas y cocaína, lo que lleva a Cliff a interrogar en privado a Howard sobre su comportamiento. Howard se da cuenta de que Jimmy está detrás de estos eventos y contrata a un investigador privado para que comience a vigilar a Jimmy, además de desafiarlo a una pelea en un club de boxeo. Más tarde le dice a Cheryl, su esposa separada, que está tratando de resolver la campaña de acoso de Jimmy. Jimmy y Kim falsifican fotos para que parezca que el mediador del caso Sandpiper le quitó dinero a Jimmy y los cubrió con una droga absorbente para la piel. El investigador de Howard, que en realidad trabaja para Kim y Jimmy, le entrega las fotos a Howard justo antes de la conferencia de liquidación de Sandpiper. Cuando Howard ve al mediador, cree que es el mismo individuo que se ve en las fotos y lo acusa de aceptar un soborno. Cuando Howard intenta recuperar las fotos de su oficina para probar su acusación, descubre que han sido cambiadas por fotos inocuas de Jimmy. El comportamiento errático de Howard hace que la conferencia termine, y Howard y Cliff se ven obligados a resolver el caso por menos de lo que esperaban. Howard arma toda la estafa y llega al apartamento de Kim para enfrentarse a ella y a Jimmy, asegurándoles que pasara sus días buscando exponerlos como lo que son. Lalo Salamanca, un narcotraficante que tiene una historia con ambos llega inesperadamente poco después y Kim le implora a Howard que se vaya de inmediato, pero Lalo lo mata con un tiro en la cabeza.
Después de que Gus Fring mata a Lalo, Howard es enterrado junto a él debajo del sitio de construcción del laboratorio de metanfetamina de Gus, pero Mike Ehrmantraut primero le quita el anillo de bodas, la billetera y sus zapatos, más su auto para usarlos para hacer que su muerte parezca un suicidio en el mar. Jimmy y Kim asisten al funeral de Howard en HHM, donde Rich Schweikart revela que la empresa se está reduciendo y cambiando de nombre. Cheryl sospecha de las circunstancias que rodearon la muerte de Howard, pero Kim afirma falsamente que lo vio anteriormente inhalando cocaína en el trabajo y sugiere que Cheryl estaba tan distraída que pasó por alto los signos de su supuesta adicción a las drogas, lo que provocó que Cheryl rompiera a llorar. Al día siguiente, Kim deja a Jimmy después de decirle que sabía que Lalo estaba vivo antes de que llegara a su apartamento y matara a Howard, pero se lo guardó por temor a que Jimmy pusiera fin a su plan para arruinar la reputación de Howard, que disfrutaba, pero ahora se arrepiente. En 2010, Kim regresa a Albuquerque y le da a Cheryl una declaración jurada que detalla el complot para sabotear la reputación de Howard y las verdaderas circunstancias de su muerte. Kim dice que entregó una copia a la oficina del fiscal de distrito, pero que probablemente no se enfrentaría a un proceso judicial dada la falta de pruebas, la muerte de todos los demás involucrados y la ausencia de los restos de Howard. Más tarde, Jimmy se entera por Bill Oakley de que Cheryl está considerando presentar una demanda por homicidio culposo.